# Karol Modzelewski
Pour les articles homonymes, voir Modzelewski.
Karol Cyryl Modzelewski, né Cyryl Budniewicz le 23 novembre 1937 à Moscou et mort le 28 avril 2019 à Varsovie, est un historien médiéviste, écrivain, dissident et homme politique polonais. 

## Biographie
Son père adoptif Zygmunt Modzelewski (pl) (1900-1954) 
était un militant communiste, qui a vécu de 1923 à 1937 en France où il a été membre du comité central du parti communiste de 1924 à 1925, avant de résider à Moscou de 1937 à 1945, puis haut responsable du parti ouvrier unifié polonais (ministre des affaires étrangères, membre du Conseil d'État (présidence collective de la république).
En 1954, il commence ses études d’histoire à l’université de Varsovie où il suit les cours d'Aleksander Gieysztor. Il rencontre durant cette période Jacek Kuroń, Andrzej Garlicki (pl), Andrzej Krzysztof Wróblewski (pl), Krzysztof Pomian et Teresa Monasterska (pl), avec qui il s’engage dans le mouvement étudiant révisionniste en 1956. Dans ce cadre, il est responsable des contacts entre les jeunesses étudiante et ouvrière. Dans les années 1962-1964, il devient assistant et doctorant à l'Institut d'histoire de l'Université de Varsovie. 
En mars 1957, il rejoint le Parti ouvrier unifié polonais. Mais il s'oppose rapidement à la ligne officielle. Il rédige avec Jacek Kuroń la Lettre ouverte au parti, critiquant la ligne politique du POUP. Cet acte lui vaut une peine de prison de 3 ans et 6 mois d'emprisonnement mais il est libéré sous condition le 3 août 1967, après deux ans et cinq mois de prison. Il prend part aux événements de mars 1968, pour lesquels il est de nouveau condamné en 1969 à trois ans d'emprisonnement et à six mois d'emprisonnement. il est libéré en septembre 1971.
Dans les années 1972-1983, il travaille à l'Institut d'histoire de la culture matérielle de l'Académie polonaise des sciences à Wrocław. En 1974, il soutient une thèse de doctorat intitulée « L’organisation économique de l’État sous les Piast ».
En 1980, il rejoint le syndicat autonome indépendant qui vient d'éclore à Gdańsk. Il propose de le baptiser « Solidarność » et il en devient le porte-parole. 
Après l'instauration de la loi martiale, il est arrêté le 13 décembre 1981 au Grand Hôtel de Sopot et à nouveau emprisonné. Il sera libéré le 6 août 1984 grâce à une loi d'amnistie. En 1989, il est invité à un cycle de conférences de deux mois au Collège de France, mais il est empêché de voyager pour des raisons politiques.
Après le changement de régime, il est sénateur de 1989 à 1991, mais se détourne vite de la carrière politique pour revenir à son travail universitaire. Engagé à gauche, il soutient l'Union du travail, et a soutenu Włodzimierz Cimoszewicz lors de l'élection présidentielle de 2005.

## Distinctions
Karol Modzelewski est chevalier de l'ordre de l'Aigle blanc. En 2014 il obtient le prix Nike pour son autobiographie Zajeździmy kobyłę historii. Wyznania poobijanego jeźdźca. En 2016, il est fait chevalier de la Légion d'honneur.

## Ouvrages (enfrançais)
- Quelle voie après le communisme ?, traduit par Laurent Rochet, Charles Zaremba, préface de Jean-Yves Potel, éditions de l'Aube, Coll. Regards croisés, 1981 ; dernière édition revue et augmentée, 2006  (ISBN 978-2-87678-233-4)
- Scènes de grève en Pologne (avec Jean-Yves Potel), Lausanne, Noir sur Blanc 2006  (ISBN 978-2-88250-179-0)
- L'Europe des barbares : Germains et Slaves face aux héritiers de Rome, traduit par Isabelle Macor-Filarska et Agata Kozak, Aubier-Flammarion, 2006  (ISBN 978-2-7007-2349-6)
- Nous avons fait galoper l'histoire : confessions d'un cavalier usé, traduit par Elżbieta Salamaka, préface de Bernard Guetta, Maison des sciences de l'homme, 2018  (ISBN 978-2-7351-2421-3)

## Filmographie
- 2020 :  Le Temps des ouvriers de Stan Neumann.